# 小行星6520
小行星6520（英語：6520 Sugawa）是一颗围绕太阳公转的小行星。1991年4月16日，大友哲、村松修在藤枝市发现了此天体。
这颗小行星的绝对星等为62.94774837654602等。